# Black Guns Matter
Black Guns Matter — це організація, метою якої є просвіта афроамериканців щодо культури поводження зі зброєю в США, насамперед щодо захисту прав, передбачених Другою поправкою. Організацію очолює Мартін Ентоні Джонс, який заснував її у 2016 році. Black Guns Matter провела семінари в багатьох містах, щоб навчити основам правил безпеки поводження зі зброєю, законам США про зброю та вирішенню конфліктів.

## Передумови

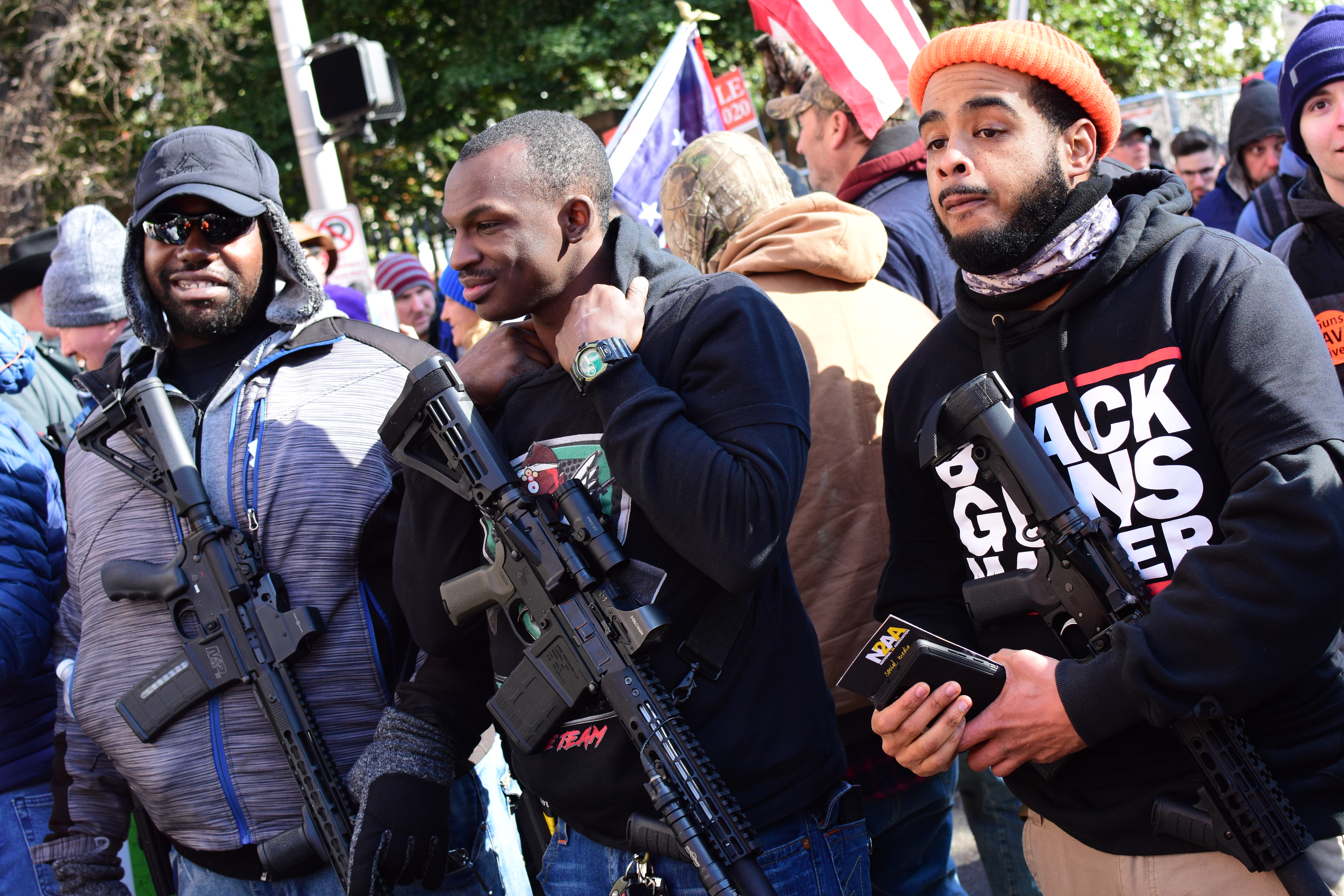
Демонстранти на мітингу VCDL Lobby Day у 2020 році щодо прав на зброю; одного демонстранта можна побачити в одязі Black Guns Matter.

У 2016 році Мартін заснував Black Guns Matter, щоб запобігти арештам людей за звинуваченнями у володінні зброєю, які, на його думку, зазвичай виникали через брак знань про те, як легально купувати й носити вогнепальну зброю; організація взяла свою назву від громадського руху Black Lives Matter, обидва вони поділяють схожу критику жорстокості поліції. Мартін звинуватив Фонд глобальної мережі Black Lives Matter у тому, що він є «фіктивною організацією» і «схемою відмивання грошей» для Демократичної партії, а також у тому, що він не має достатнього рівня фінансової прозорості.

## Погляди
У вересні 2019 року Май, представляючи організацію «Black Guns Matter» у Палаті представників Конгресу США, давав свідчення на слуханнях щодо насильства зі зброєю в містах, доводячи, що навчання громадян щодо вирішення конфліктів є більш ефективним, ніж контроль над зброєю. Організація пояснює високий рівень вбивств у містах нездатністю до деескалації насильства та недостатньою безпекою володіння зброєю. Май казав, що «більше чорношкірих людей були б живі, якби вони були озброєні». Він також стверджує, що рівень жорстокості поліції може знизитися, якщо чорношкірі чоловіки, які носять вогнепальну зброю, будуть розглядатися поліцією як менша загроза.
Мартін стверджував, що безпека означає озброєний самозахист і «будь-який контроль над зброєю є расистським», вказуючи на Акт Малфорда 1967 року, підписаний тодішнім губернатором Каліфорнії Рональдом Рейганом, який заборонив відкрите носіння зброї в штаті у відповідь на озброєну партію Чорних Пантер. Мартін Ентоні Джонс також балотувався до міської ради Філадельфії як член Лібертаріанської партії та говорив про важливість Другої поправки на заходах з консервативними законодавцями. У 2019 році Май скасував своє членство в Національній стрілецькій асоціації Америки (NRA), заявивши, що вона робить недостатньо для чорношкірих громад.